# 贾玛清真寺 (阿格拉)
贾玛清真寺（Jama Masjid）又名星期五（主麻）清真寺，位于印度北方邦阿格拉的阿格拉堡对面，俯瞰阿格拉堡火车站。它是印度最大的清真寺之一。

## 历史

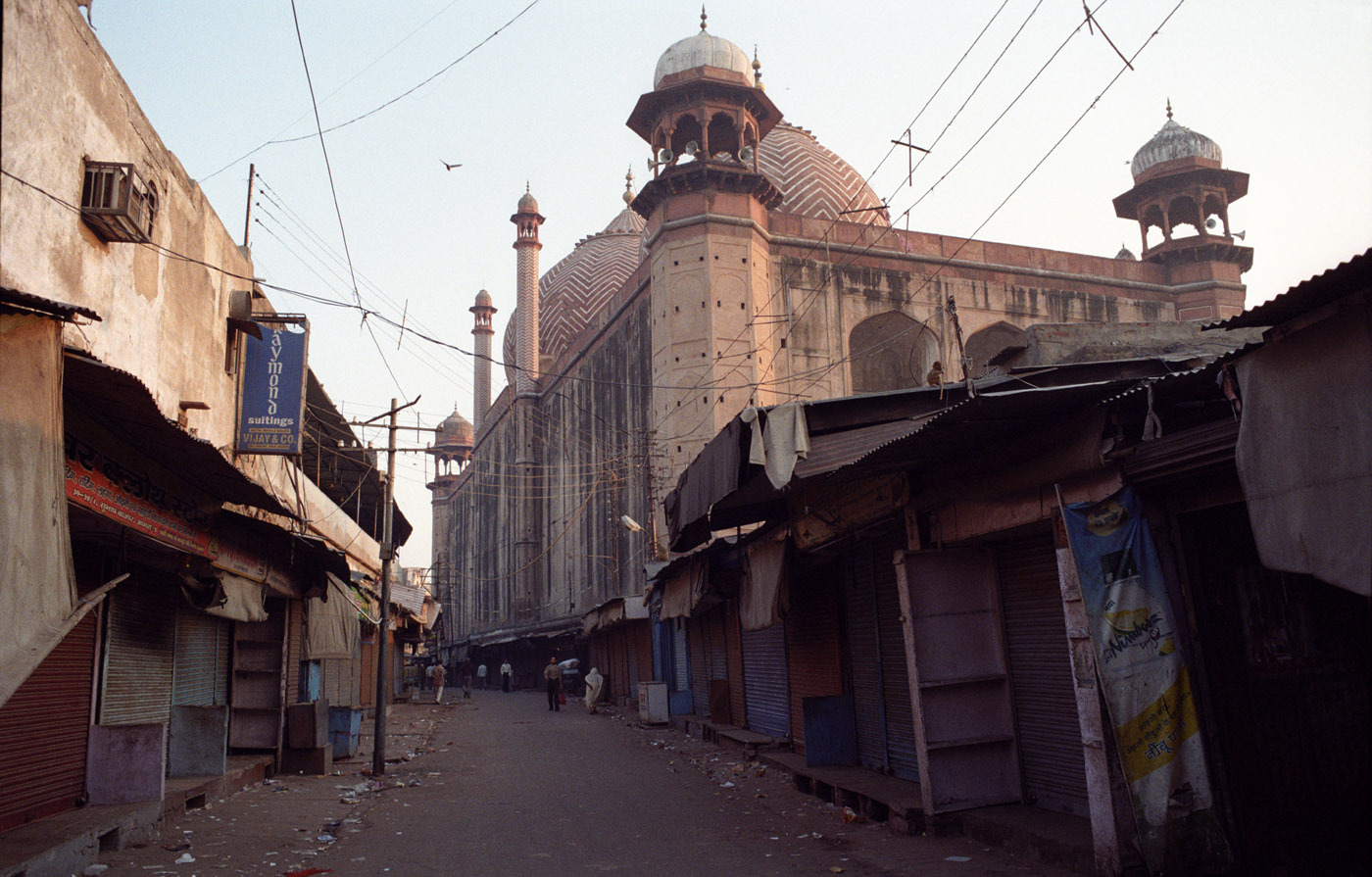
侧面看清真寺

贾玛清真寺由莫卧儿帝国皇帝沙贾汉建于1648年，为纪念他的大女儿贾哈纳拉·贝古姆·萨希巴。

## 建筑
阿格拉贾玛清真寺使用红色砂岩建造，白色大理石装饰。其中红白拼化镶嵌结构非常引人注目。在建造之初，這座清真寺由一個巨大的庭院與阿格拉堡的西大門連接了起來。周围环绕着大巴扎。清真寺本身矗立在高台上，通过35级上升的台阶旨在吸引远方信徒的目光，宣扬伊斯兰教的荣耀。
它拥有一个对称的庭院，四周环绕着回廊，西侧是祈祷室。回廊有支撑在柱子上的雕刻拱门。所有球状圆顶的顶部都有倒莲花和卡拉什尖顶，并且有狭窄的锯齿形白色大理石，中间有宽阔的红色石头带。庭院中央的角落有一个喷泉，有四个亭子。
沿着主祈祷墙的侧翼是镶嵌精美的砂岩面板，类似于装饰泰姬陵主要门户的面板。这座清真寺今天仍在使用，是该市的主要地标之一，在探索从其基地蔓延的拥挤集市时，它是一个有用的参照点。这些都是按照自莫卧儿时代以来几乎没有改变的街道计划进行的。贾玛清真寺装饰精美，有绘画、镶嵌宝石、雕刻和琉璃瓦。

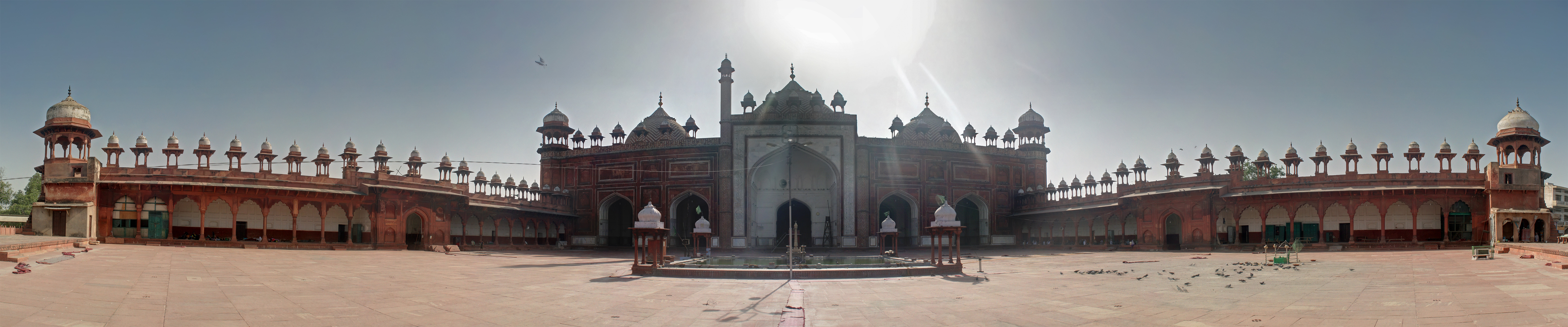